# Карруантус
Карруантус (лат. Carruanthus) — род суккулентных растений семейства Аизовые (Aizoaceae) произрастающий на территории ЮАР.

## Название
Лаинское родовое название Carruanthus происходит от географической области Кару или Карру (англ. Karoo, Karroo) — среду обитания растения, и др.-греч. ἄνθος, (ánthos) — «цветок».

## Описание
Представители рода – стеблевидные многолетники с клубневидными корнями. Супротивные, гладкие листья желтовато-зеленые, треугольные, до 60 мм длиной.
Цветки 1-3, жёлтые, 40-50 мм в диаметре, одиночные или в дихотомических соцветиях. Цветоножка до 100 мм длиной. Чашелистиков 5, почти равные. Лепестки линейно-ланцетные, с оранжевыми или красноватыми кончиками. Плод – 5-гнёздная коробочка.

## Таксономия
Carruanthus (Schwantes) Schwantes, первое упоминание в Z. Sukkulentenk. 2: 181 (1926).

### Синонимы
Гетеротипные (основанные на разных номенклатурных типах):
- Tischleria Schwantes (1951)

### Виды
Подтвержденные виды по данным сайта Plants of the World Online на 2023 год:
- Carruanthus peersii L.Bolus — Карруантус Пирса, растение образует густые кусты благодаря многочисленным веточкам карликового стебля. Листья светло-зеленые, конусообразно сужены к основанию и расширены в верхней части, трехгранные, с характерными зубцами на краях, длиной около 5 см и шириной до 1,5 см. Цветки желтые, диаметром до 4 см, открывающиеся после полудня. Плод – пятинесклепанная коробочка[6].
- Carruanthus ringens (L.) Boom — Карруантус жестковатый, утолщенные реповидные корни делают этот представитель рода отличным от других[7].

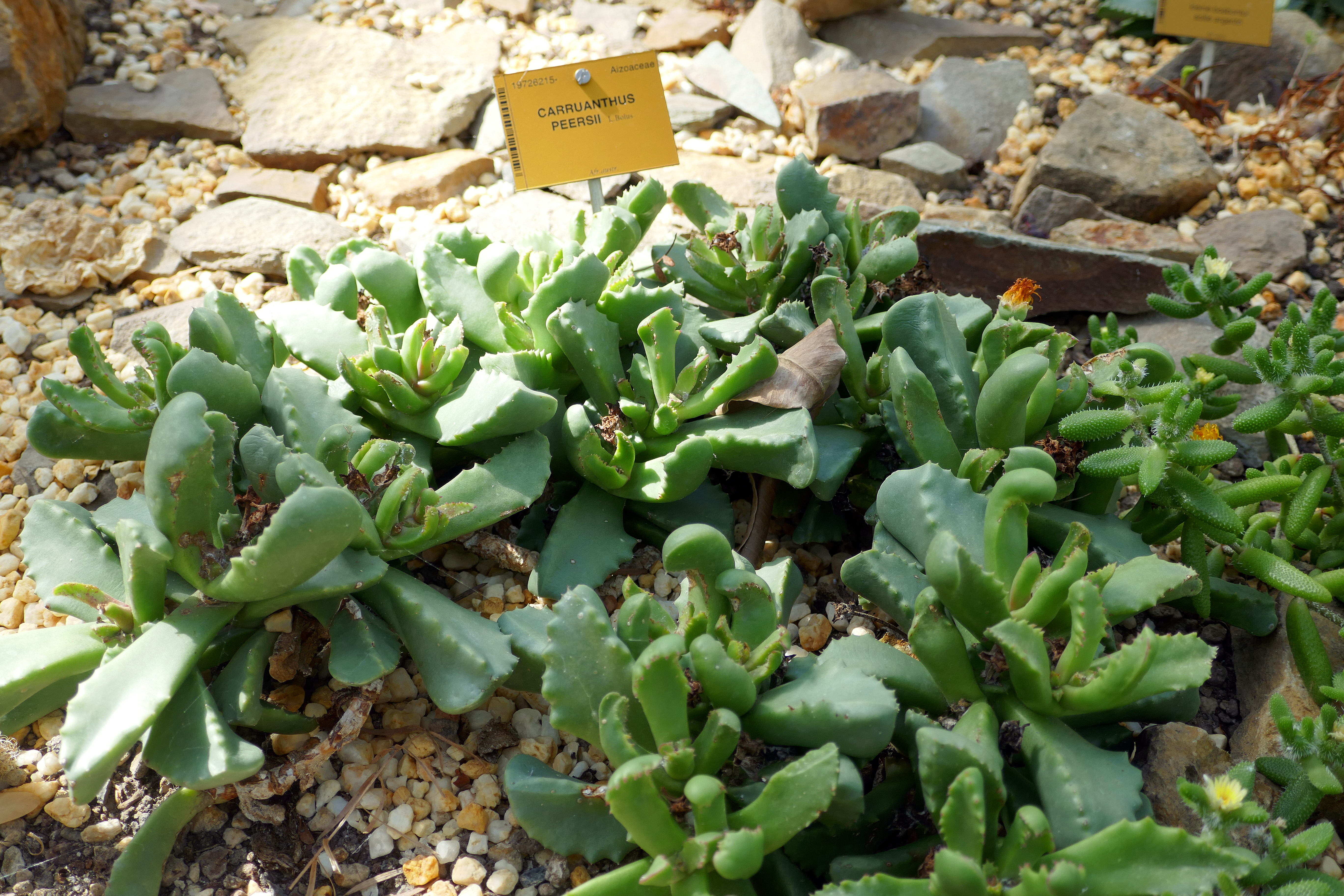
Carruanthus peersii
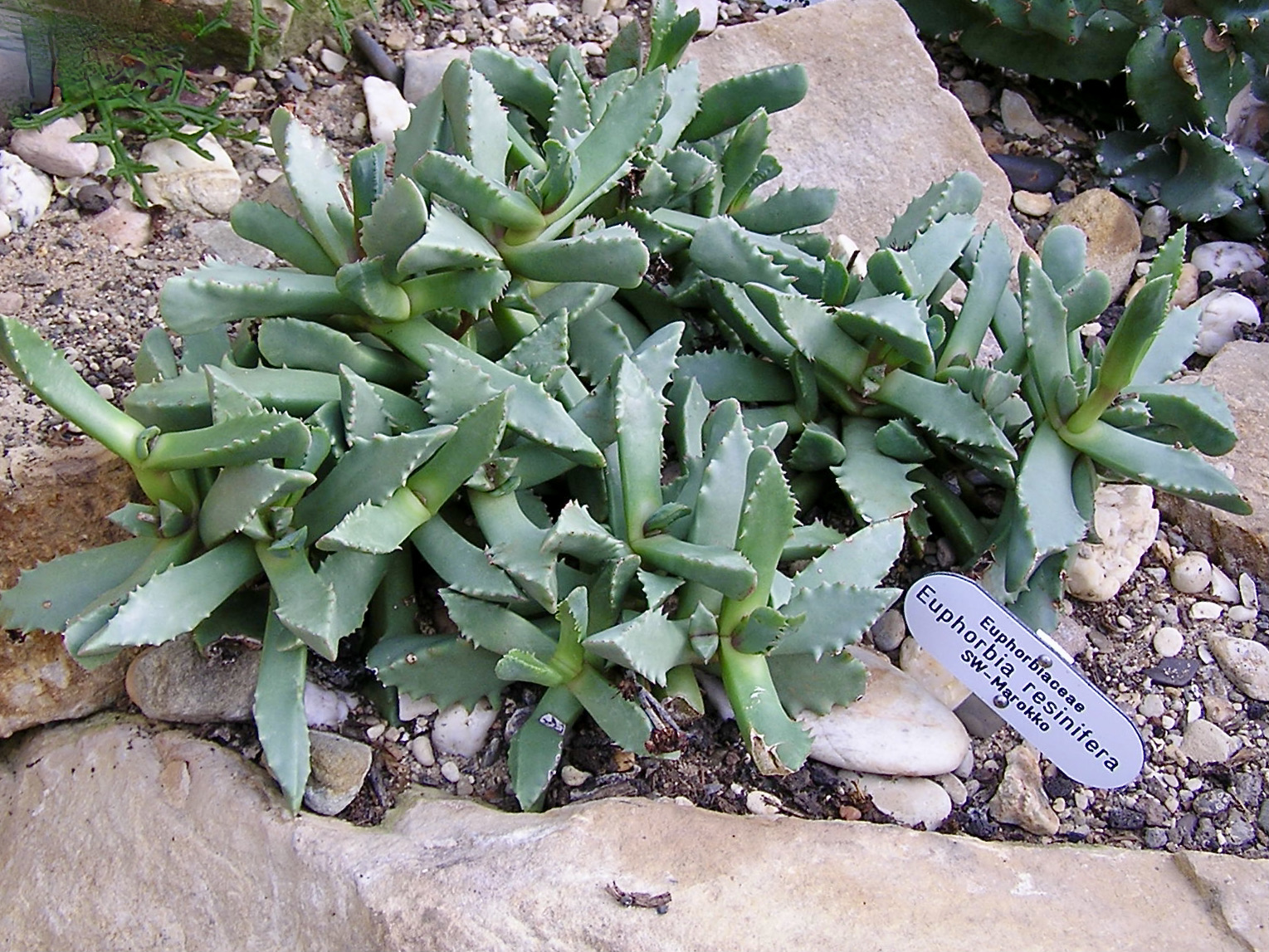
Carruanthus ringens